# Robert Ehrström
Robert Otto Fredrik Ehrström, född 29 mars 1874 i Helsingfors, död 30 maj 1956 i Helsingfors, var en finländsk läkare. Son till Karl Gustaf Ehrström.
Ehrström blev kirurgie doktor 1900, ägnade sig till en början åt medicinsk kemi och var docent i detta ämne från 1902 till 1910, varefter docenturen överflyttades till inre medicin. Han var mellan 1920 och 1930 e.o. och mellan 1930 och 1941 ordinarie professor i invärtes medicin vid Helsingfors universitet. Han intresserade sig främst för leversjukdomar, blodtryckssjukdom och tarmparasiter. Robert Ehrström hade stort anseende i de nordiska länderna.